# Pat Spurgin
Pat Spurgin, född 10 augusti 1965 i Billings i Montana, är en amerikansk före detta sportskytt.
Spurgin blev olympisk guldsmedaljör i luftgevär vid sommarspelen 1984 i Los Angeles.